# Gerhard Aigner
Gerhard Aigner (Regensburg, 1943. szeptember 1. – 2024. június 20.) német sportvezető, az Európai Labdarúgó-szövetség negyedik főtitkára.
Aigner amatőr játékosként került kapcsolatba a labdarúgással, majd játékvezetőként tevékenykedett, mielőtt 1969-ben csatlakozott az UEFA-hoz. 1989-ben vette át a stafétát Hans Bangertertől, és 2003-ig töltötte be ezt a funkciót (1999-től főigazgató megnevezéssel), utódja Lars-Christer Olsson lett.
1995-ben hozták döntést Jean-Marc Bosman ügyében, megszületett az ún. Bosman-szabály, annak elemeit mind akkor, mind a későbbiekben Gerhard Aigner ellenezte leginkább, a szabályt hibáztatva az európai klubok között kialakult hatalmas pénzügyi és sportszakmai különbségek miatt.
Elődjéhez hasonlóan az UEFA tiszteletbeli tagja.